# Solenodon paradoxus
O solenodonte-haitiano (Solenodon paradoxus), também conhecido como agouta, é uma espécie de mamífero encontrado na Ilha de São Domingos, englobando assim os territórios da República Dominicana e do Haiti. É capaz de inocular veneno nas suas presas através de dentes especiais, sendo um dos poucos mamíferos venenosos.